# Thomas' woelmuis
De thomas' woelmuis (Microtus thomasi)  is een zoogdier uit de familie van de Cricetidae. De wetenschappelijke naam van de soort werd voor het eerst geldig gepubliceerd door Barrett-Hamilton in 1903.